# Цетримониум хлорид
Хлорид цетримониума (цетримониум хлорид, англ. cetrimonium chloride), цетилтриметиламмония хлорид,  англ. cetriltrimethylammonium chloride, CTAC — органическое химическое соединение, используемое в косметических средствах. Синтетическое ПАВ, обладает антисептическим и антистатическим действием. Относится к четвертичным аммониевым (аммонийным) соединениям.
Синонимы названия: 1-гексадеканамин,N,N,N-триметилхлорид, хлорид гексадецилтриметиламмония; коммерческие названия: Adogen 444, Arquad 16, Quartamin 60, Softenol 30 и другие.

## Физические свойства
В сухом виде представляет собой белое кристаллическое вещество. Растворим в воде и спиртах. Поставляется в виде водного раствора концентрацией 24–30%.
Температура плавления −5 °C, плотность 970 кг/м³. Температура воспламенения 98 °C.
При охлаждении раствора хлорида цетилтриметиламмония в цетеариловом спирте (англ. cetearyl alcohol) образуется устойчивый гель.

## Химические свойства
Хлорид цетримониума — четвертичное аммониевое соединение с 16 атомами углерода в цепочке, катионное ПАВ.
В аналитической химии количество хлорида цетримониума в растворе определяют методом коллоидного титрования.

## Биологические свойства
Как и другие четвертичные аммониевые соединения, хлорид цетримониума не разлагается в природной среде. Обладает бактерицидным действием. Канцерогенным (мутагенным) действием не обладает, на 2006 год о канцерогенном и мутагенном действиям хлорида цетримониума не было надёжных данных.
Двухпроцентный раствор хлорида цетримониума не вызывает повреждений на коже. При длительном воздействии на кожу раствора высоких концентраций он может вызывать раздражение. (При трёхминутном контакте 79,2% раствора воздействие не обнаружено. В экспериментах с получасовым контактом 25–29% водного раствора хлорида цетримониума с кожей крыс, в месте контакта наблюдались сухость, потемнение и огрубление кожи, в некоторых случаях — эритема. Через три недели следы воздействия исчезали.) Другие последствия контакта с кожей, в том числе симптомы отравления и летальные исходы, отсутствовали.
Растворы хлорида цетримониума концентрациями до 4% при контакте с кожей не вызывают её раздражения и сенсибилизации.
Растворы хлорида цетримониума концентрациями до 29% при кратковременном попадании в глаза не вызывают повреждений. При воздействии в течение суток 25–29% растворы  вызывают серьёзные повреждения глаз, 2% раствор вызывает раздражение, которое проходит само.
Хлорид цетримониума не проникает в кожу при нанесении на неё эмульсии, содержащей 3,5% этого вещества.

### Токсичность
Хлорид цетримониума в используемых концентрациях не представляет опасности для человека.
Для крыс LD50 29% раствора составляет 1,55–2,41 г/кг массы тела, в пересчёте на чистое вещество LD50 составляет 450–500 мг/кг.
При ежедневном поступлении хлорида цетримониума с пищей в течение года в количестве до 100 мг/кг массы тела негативные эффекты у крыс не обнаружены.
Аналогичное вещество, бромид цетилтриметиламмония, растворённое в питьевой воде в относительно высокой концентрации, при употреблении крысами в течение года вызывало снижение массы тела и темпа роста (эквивалентная концентрация составила 45 мг вещества на килограмм массы тела животного). Негативный эффект оказался более выраженным у самцов.

## Применение
Хлорид цетримониума используется как катионное ПАВ, эмульгатор, консервант, антимикробная добавка и антистатик. Применяется в косметических средствах: шампунях, ополаскивателях (кондиционерах), красках для волос. Также используется в дезинфицирующих средствах, в том числе в антисептиках для рук.
В средствах для ухода за волосами используется в качестве антистатика, консерванта и кондиционера (улучшает расчёсывание волос). Является одним из наиболее распространённых кондиционирующих агентов из применяемых в смываемых средствах по уходу за волосами, также может применяться в очищающих косметических средствах. Совместим с катионными, неионогенными и амфотерными ПАВ. Несовместим с анионными ПАВ и мылами.
В Европейском союзе и странах Таможенного союза (в том числе в России) максимально разрешённая для применения в быту концентрация хлорида цетримониума — 0,1 %[уточнить].
Выпускается в разных концентрациях, например, Quartamin 60 L содержит 50 % хлорида цетримониума, Quartamin 60 W30 — 30 %, Quartamin 60 W25 — 25 %.